# Cinclocerthia gutturalis
Cinclocerthia gutturalis е вид птица от семейство Mimidae.

## Разпространение
Видът е разпространен в Мартиника и Сейнт Лусия.